# Teatro comunale della Vittoria
Il Teatro comunale della Vittoria, conosciuto anche come Teatro della Vittoria è l'unico teatro di Sarnano, paese della provincia di Macerata.

## Storia

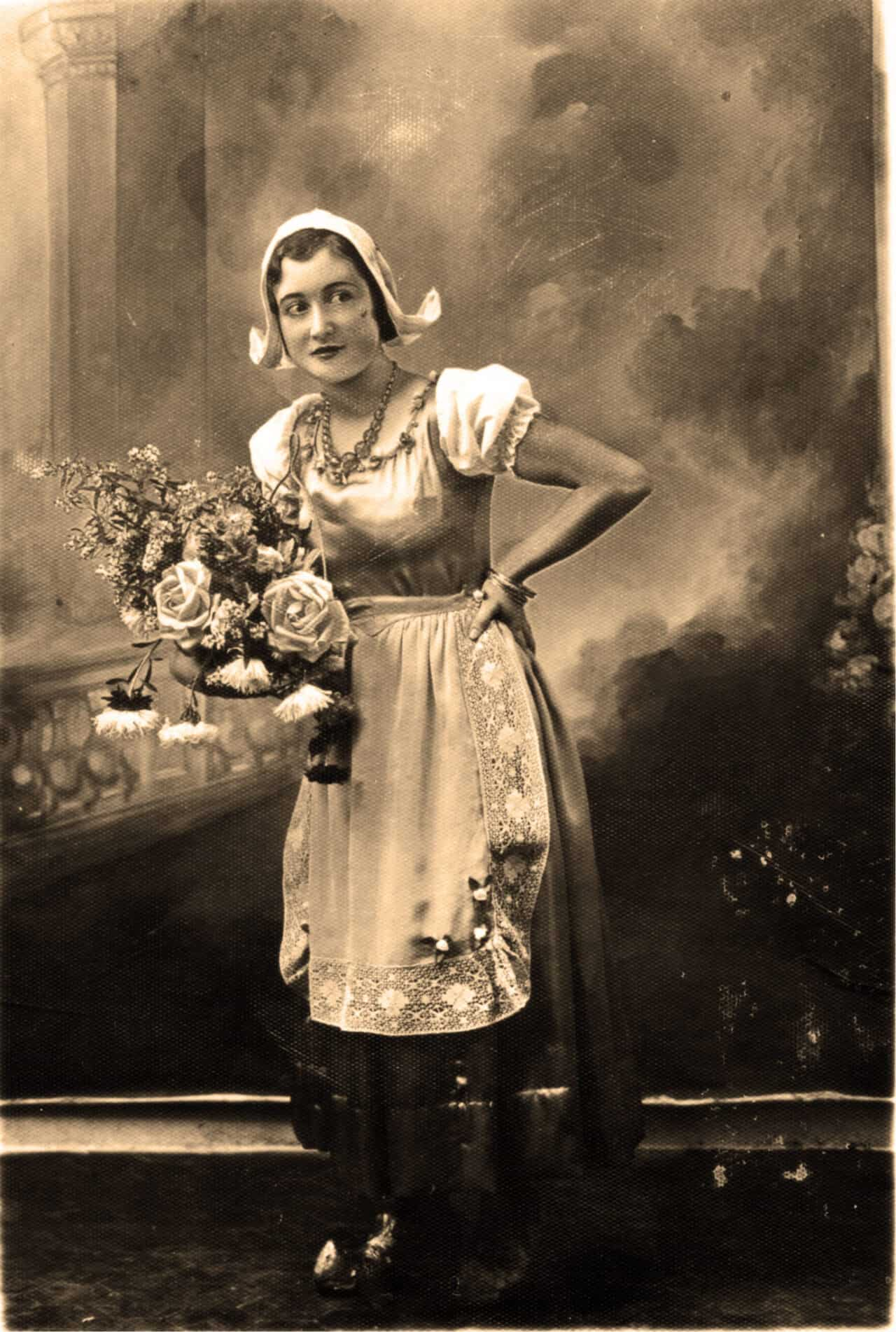
Rappresentazione de "La piccola olandese" nei primi del Novecento

Nel 1766 si propone di tenere nella sala grande del consiglio del Palazzo del Popolo (sede delle documentazioni del Comune) delle rappresentazioni teatrali, questo portò alla decisione, nel 1829, di costruire un Condominio Teatrale di trentasei membri, intenzionati a costruire una “sala pubblica per gli spettacoli”. Il progetto venne dato all'ingegnere sarnanese Luigi Fedeli, che diede avvio ai lavori nel 1831. Una volta redatto il regolamento, nel 1896, la cittadinanza decise di appoggiare la sua amministrazione e iniziò a promuovete l’allestimento degli spettacoli, partecipando attivamente.
Nel 1935, durante il ventennio fascista, venne avviato il suo restauro e l’ingegnere Alfredo Arrà fu l'incaricato. I lavori non furono positivi, come scritto in una pubblicazione del 1936: molte pitture originarie vennero infatti coperte da semplice stucco, per poi essere ridipinte con dei semplici paesaggi. Con lo scoppio della seconda guerra mondiale e l'imminente occupazione tedesca dell'Italia dopo l'armistizio del 1943, oggetti, arredamento e macchinari vennero utilizzati come materiale per riscaldarsi dal freddo. Durante questo periodo il teatro restò chiuso.
Nel 1947 si decise di promuovere un restauro e il teatro tornò in funzione. Il primo spettacolo fu "L’Antenato" di Carlo Veneziani. Da quel momento il teatro riprese la sua attività teatrale con diverse produzioni fino agli anni 1950 quando, nuovamente in decadenza, fu utilizzato per semplici festività locali per poi essere chiuso definitivamente. Enrico Ricciardi, poeta sarnanese, fu uno dei frequentatori del teatro.
L’ultimo importante restauro venne eseguito negli anni 1990. Questo restauro, approssimativo, non ha sistemato completamente le condizioni decadenti del teatro. Il restauro venne affidato all'architetto sarnanese Giuseppe Gentili e il restauro al maceratese Gianfranco Pasquali. Il 18 maggio 1991 venne nuovamente inaugurato con lo spettacolo Serata D’amore con la partecipazione dell'attrice Piera Degli Esposti. Nel 1992 venne creata l'associazione culturale "Il Circolo di Piazza Alta", composto da cittadini che si occupano di spettacoli, corsi di teatro ed eventi culturali. A causa del terremoto del Centro Italia del 2016 e del 2017, il teatro risulta inagibile.